# Fredens rike

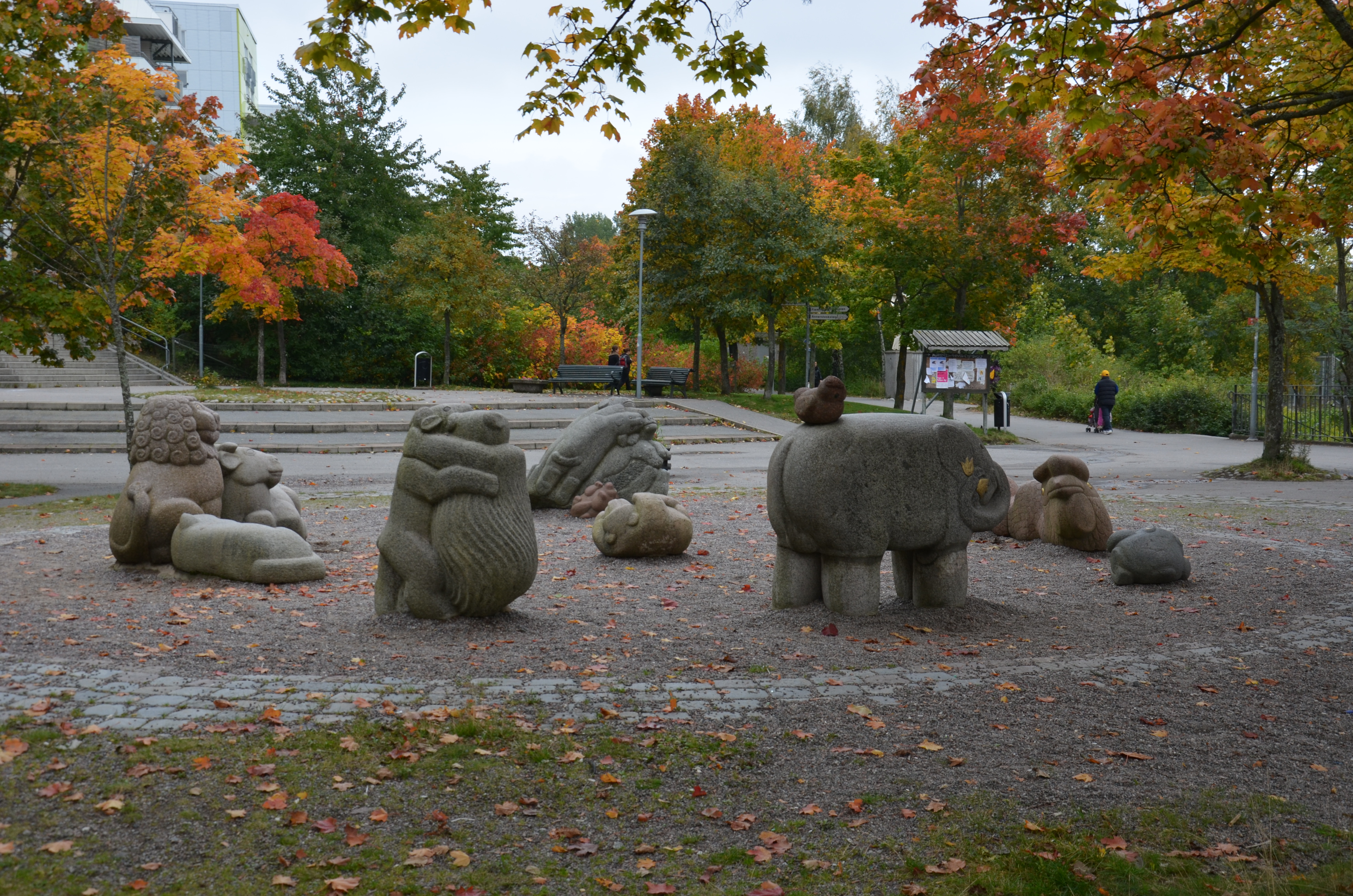
Fredens rike

Fredens rike är en skulptur av Pye Engström i Flemingsberg i Huddinge kommun.
Fredens rike är sedan 1991 placerat på planen framför biblioteket i Flemingsberg och är utformad som en lekskulptur. Pye Engström förberedde verket genom att noga studera miljön i vilken skulpturgruppen skulle placeras och bosatte sig i området under en  månad.
Skulpturgruppen består av nio enskilda skulpturer av djur, huggna ur stenblock av svart, röd och grå granit och andra sorter. Titeln på konstverket anknyter till bibelverserna Jesaja 11:6-8, som handlar om att Jesaja bannar Israels folk, men också lovar ett fredsrike omfattande naturen, där forna fiender ska umgås utan våld: Då skola vargar bo tillsammans med lamm och pantrar ligga tillsammans med killingar; och kalvar och unga lejon och gödboskap skola sämjas tillhopa, och en liten gosse skall valla dem...".

## Fotogalleri

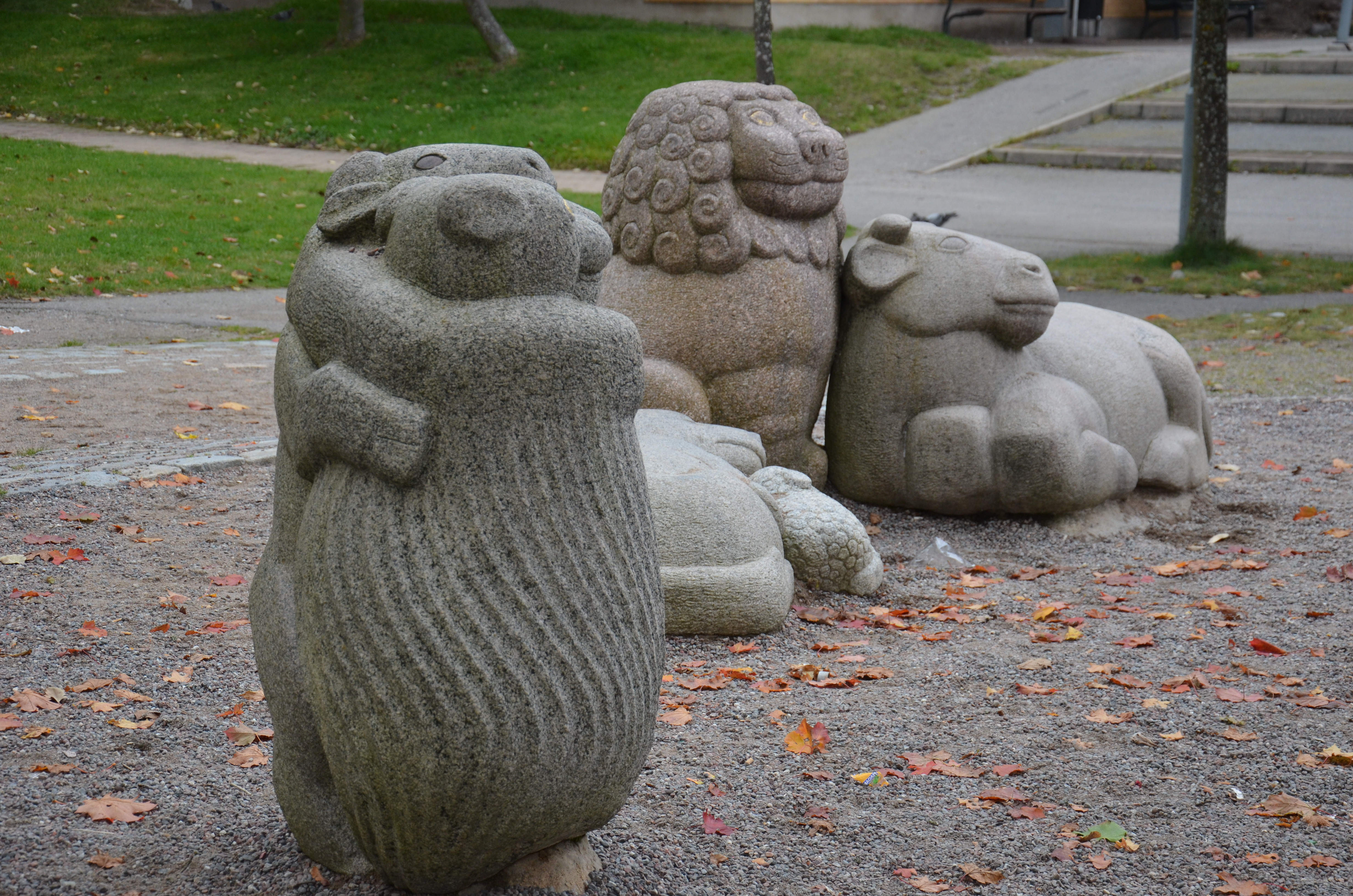
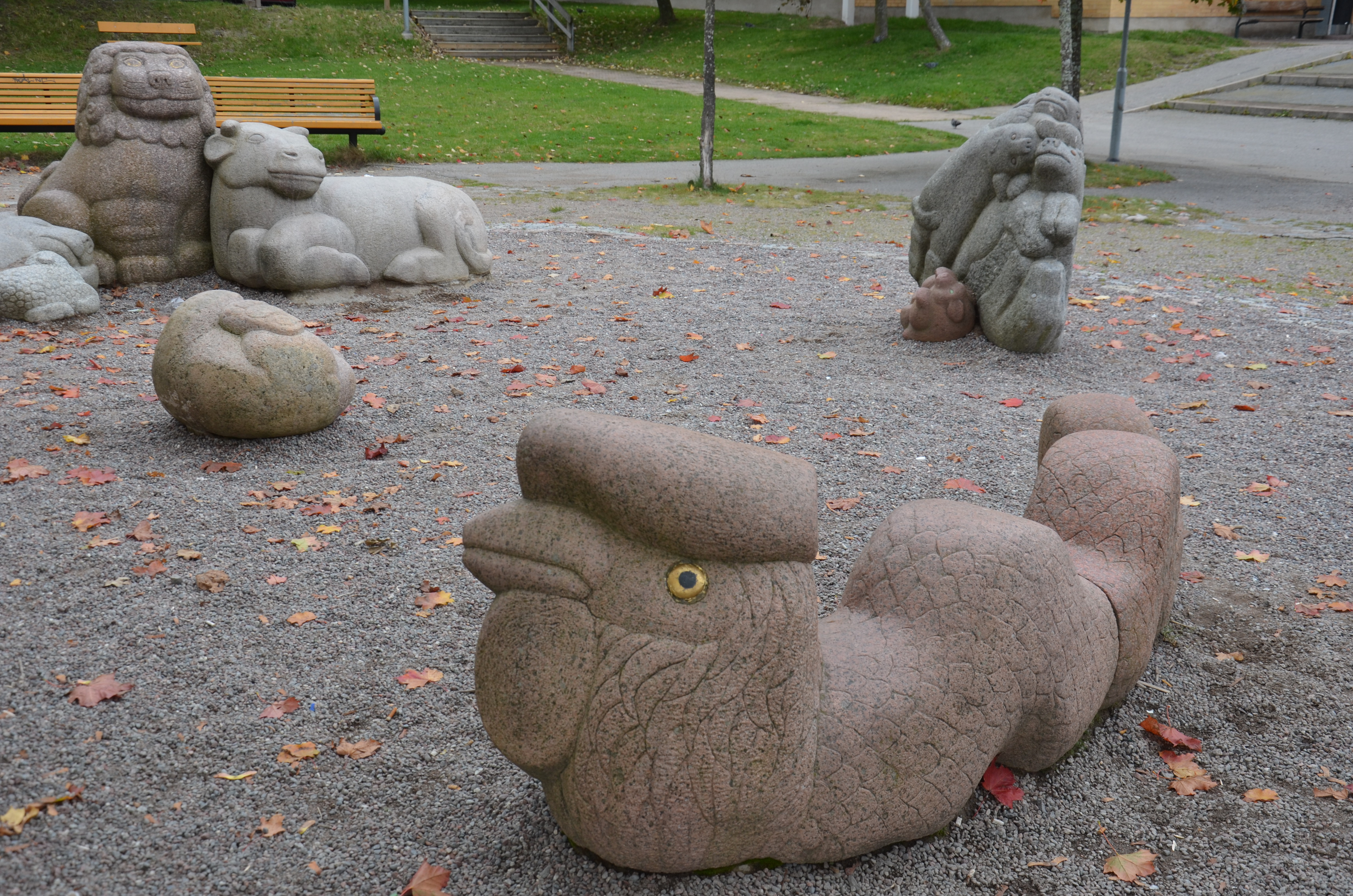
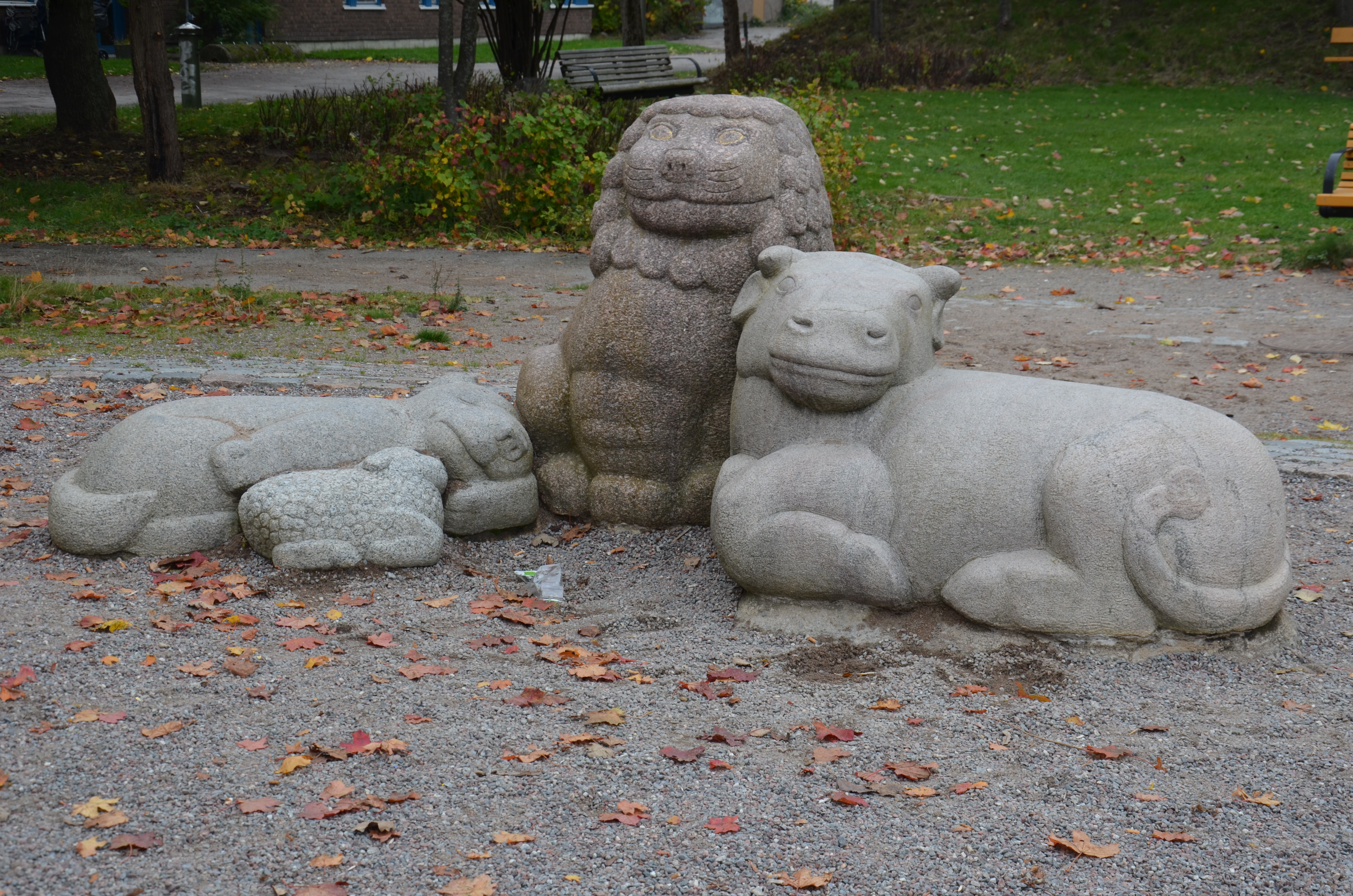
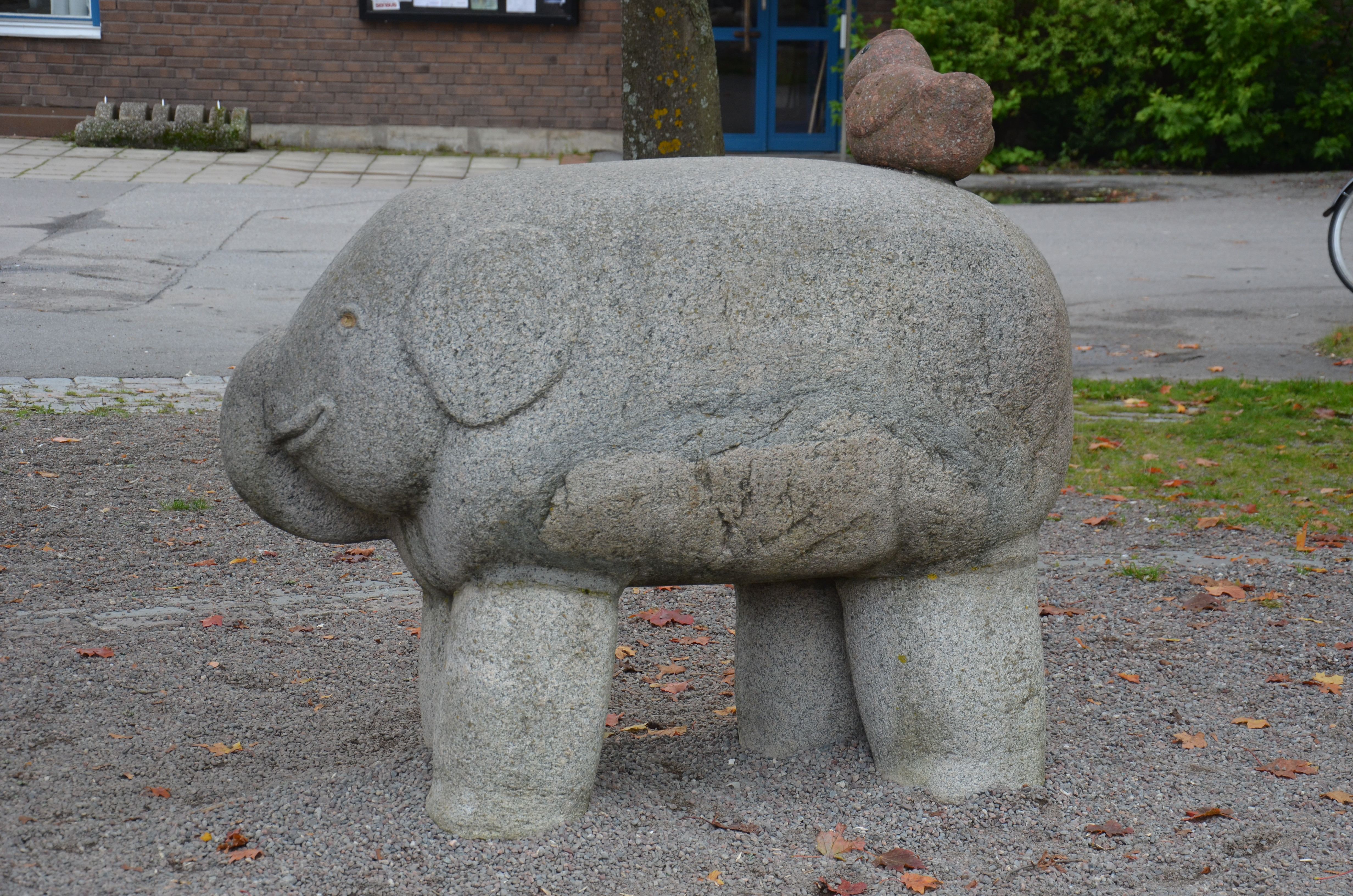
Dansande elefant
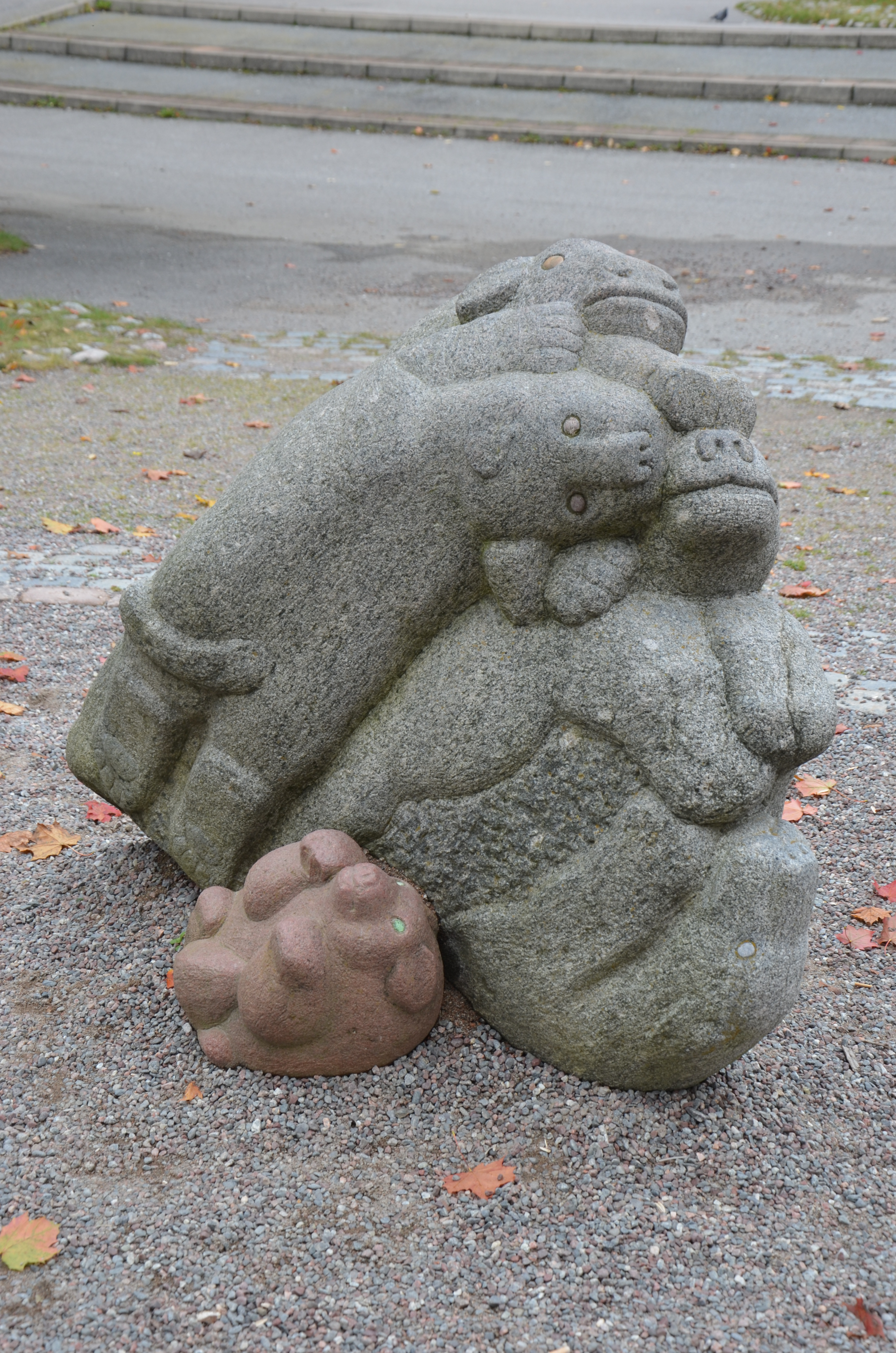
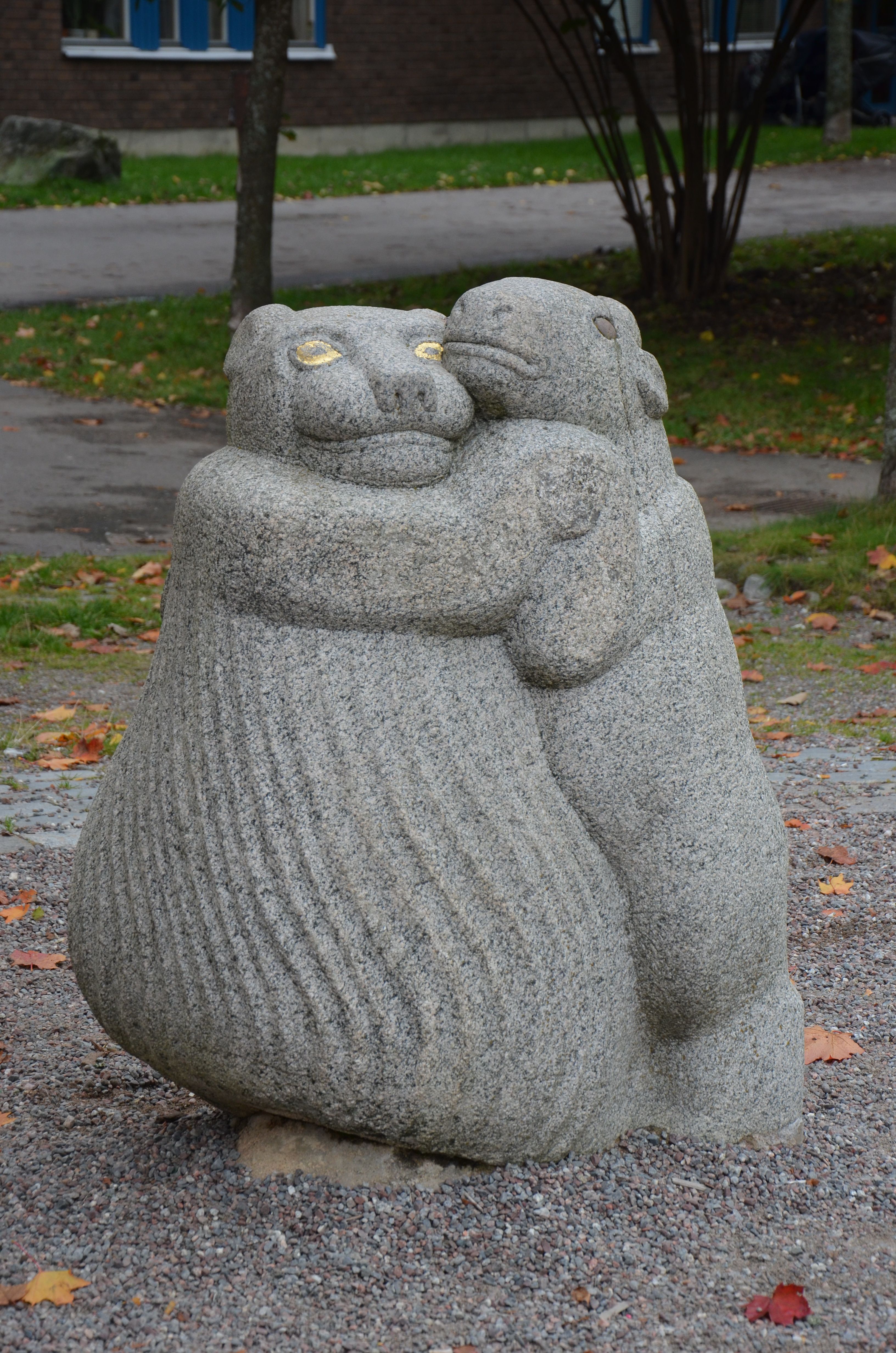
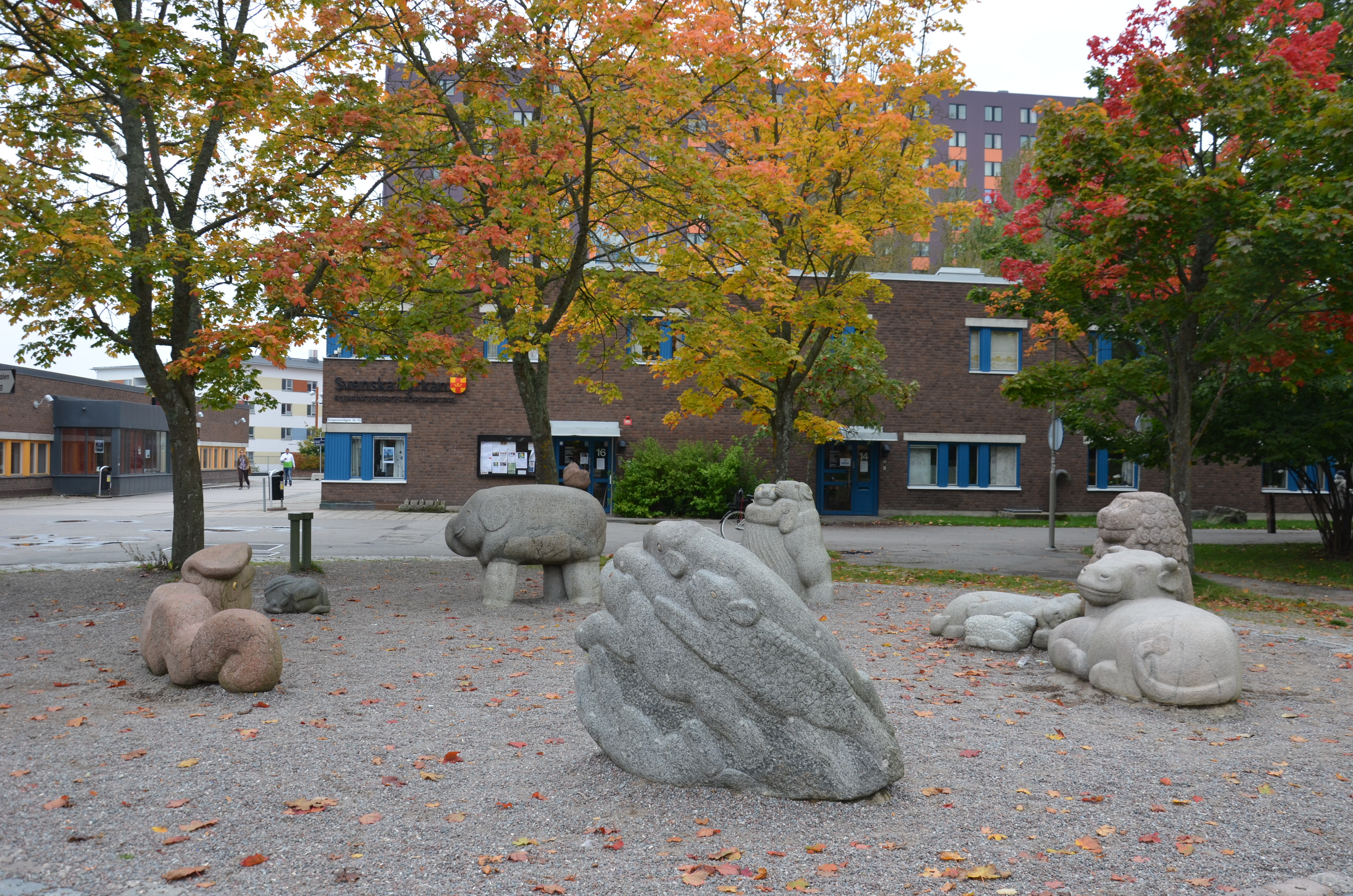
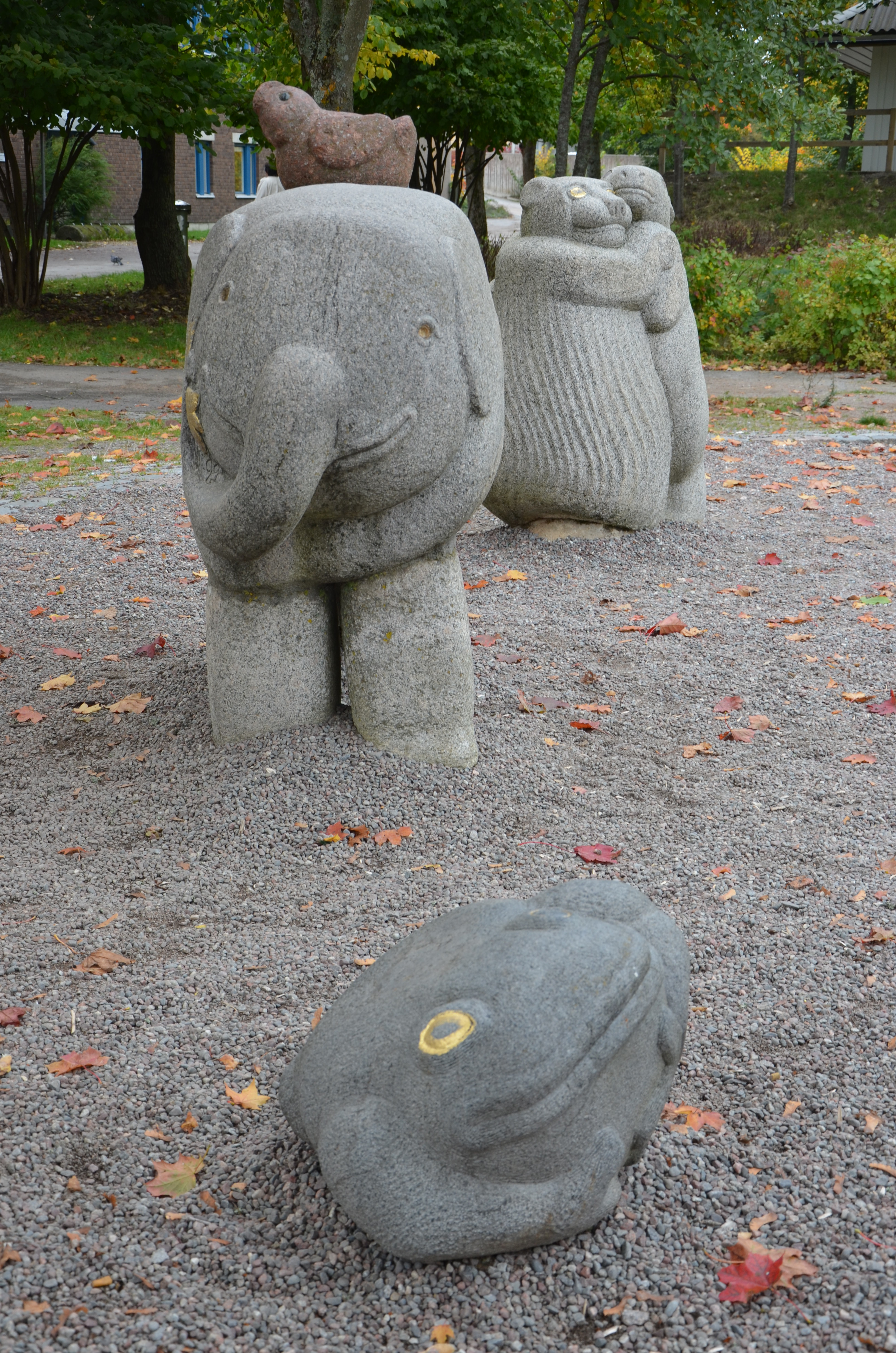